# Nuncq-Hautecôte
Nuncq-Hautecôte is een gemeente in het Franse departement Pas-de-Calais (regio Hauts-de-France). De gemeente telt 402 inwoners (1999) en maakt deel uit van het arrondissement Arras.

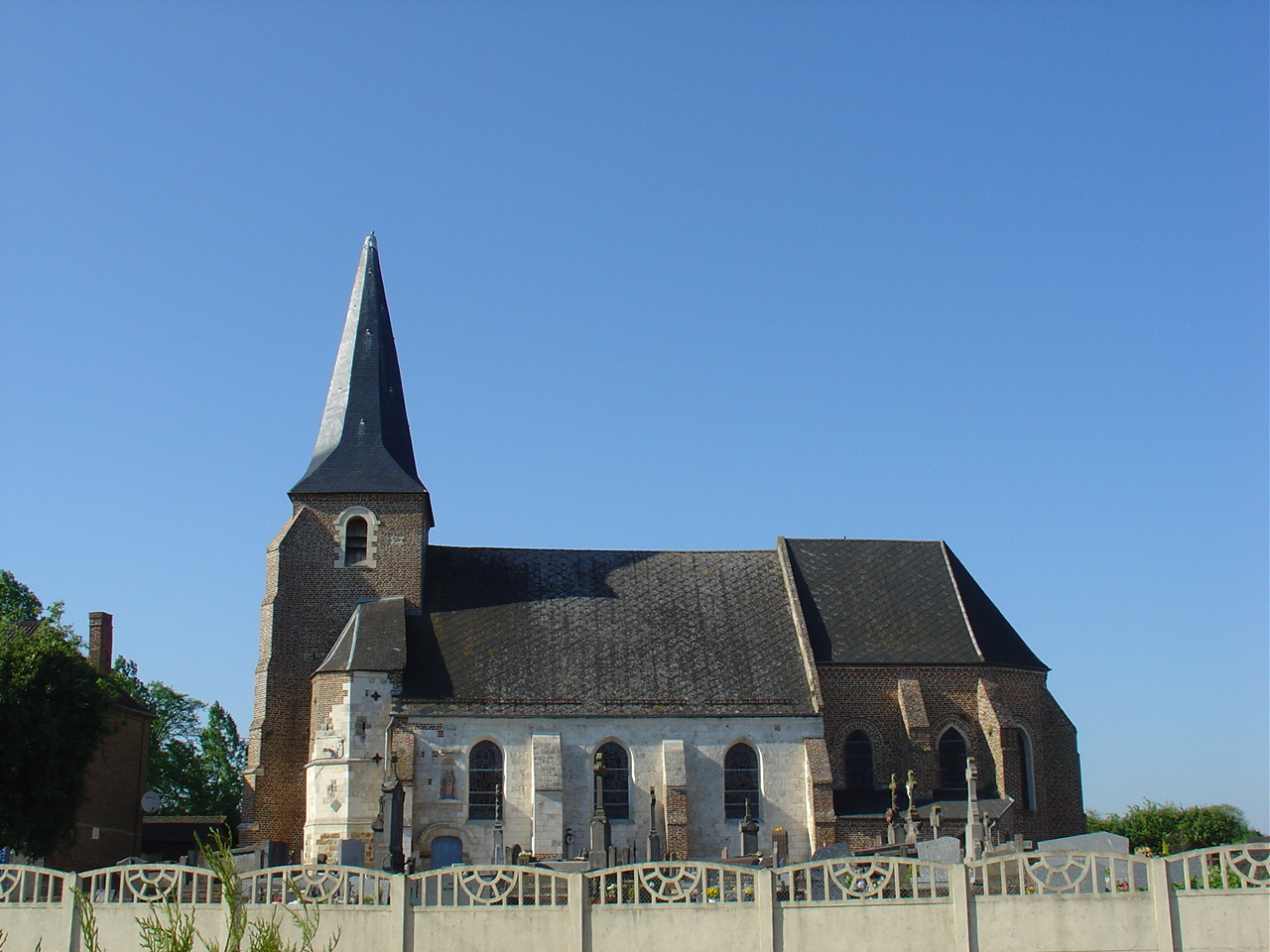
Église Saint-Michel

## Geschiedenis
Oude vermeldingen van Nuncq gaan terug tot de 12de eeuw als Neun, Nuthun en Nuun. Op het eind van het ancien régime werd Nuncq een gemeente. 
In 1972 werd de kleine buurgemeente Hautecôte in een zogenaamde "fusion association" aangehecht bij Nuncq, dat werd hernoemd in Nuncq-Hautecôte. In 1988 werd deze fusie omgevormd tot een volwaardige fusie ("fusion simple").

## Geografie
De oppervlakte van Nuncq-Hautecôte bedraagt 6,7 km², de bevolkingsdichtheid is 60,0 inwoners per km². In de gemeente ligt een halve kilometer ten westen van Nuncq nog het gehucht Hautecôte. 
De onderstaande kaart toont de ligging van Nuncq-Hautecôte met de belangrijkste infrastructuur en aangrenzende gemeenten.

## Bezienswaardigheden
- De Église Saint-Michel

## Demografie
Onderstaande figuur toont het verloop van het inwonertal (bron: INSEE-tellingen).